# Mercedes-Benz Classe A
O Classe A  é um familiar compacto da Mercedes-Benz, produzido atualmente em duas opções de carrocerias: sedan (4 portas) ou hatchback (5 portas). Foi fabricado no Brasil de 1999 a 2005, na fábrica da marca em Juiz de Fora, tendo sido substituído pela versão importada.
O Mercedes-Benz Classe A é um carro executivo médio (compacto nas duas primeiras gerações) produzido pelo fabricante de automóveis alemão Mercedes-Benz. A primeira geração (W168) foi introduzida em 1997, como monovolume compacto. O modelo de segunda geração (W169) apareceu no final de 2004 e o modelo de terceira geração (W176) foi lançado em 2012. O modelo de quarta geração (W177), lançado em 2018, será a primeira a ser oferecida como hatchback (W177) e sedan (V177).

Originalmente produzida apenas como hatchback de cinco portas em 1997, a segunda geração do W169 introduziu um hatchback de três portas. Nos mercados em que o Classe A é ou foi vendido, ele representou o modelo básico da Mercedes-Benz. Tendo crescido 68 cm desde o modelo original, a terceira geração de classe A de 2012 foi mais longa que a primeira classe de classe B. E, embora às vezes referido pelos fãs como o 'Baby Benz', a própria Mercedes realmente use esse apelido para o Mercedes 190 (W201) de 1982, seu primeiro modelo de carro executivo compacto.

## W168 (Primeira geração)
A produção da Classe A (W168) começou em 1997. Foi também o primeiro veículo de passageiros com tração dianteira da Mercedes Benz. Mais de um milhão de unidades foram vendidas em todo o mundo.
Uma inovação do W168 foi o sistema frontal de absorção nomeado de "sanduíche": no caso de uma violenta colisão frontal, motor e transmissão deslizam para baixo do piso, abaixo da altura dos pedais, não invadindo o habitáculo.
O W168 ficou famoso em 1997, após o tradicional "teste do alce" realizada pela publicação sueca de automóveis Teknikens Värld. Segundo o relatório, o W168 capotou durante a manobra para evitar o atropelamento do "alce". A Mercedes inicialmente negou o problema, mas depois recolheu todas as unidades vendidas até à data (1997) e suspendeu distribuição até que o problema foi resolvido através da adição do controle eletrônico de estabilidade, e modificando a sua suspensão. Isso marcou a estréia mundial de controles de estabilidade em um pequeno automóvel. No entanto, ele foi votado como carro ruim na Grã-Bretanha, no Top Gear Survey 2007 (opinado pelos próprios donos do veículos).

### Produção no Brasil
A Mercedes começou com uma primeira fase da campanha do Classe A, tendo início em outubro de 1998, quando começaram a ser veiculados 12 programates de 90 segundos cada, durante 12 domingos seguidos no Fantástico. Essa etapa tinha intenção de divulgar, de modo jornalístico, em formato de documentário, a construção da primeira fábrica de automóveis Mercedes-Benz fora da Alemanha e o lançamento do Classe A. Cada um deles tratava de um assunto específico: design, motor, chassi, aerodinâmica, a escolha de Juiz de Fora, entre outros temas. Foram dirigidos pelo jornalista Luís Fernando Silva Pinto, da Idea Television, de Washington, e realizados nos Estados Unidos, na Alemanha e no Brasil.
Em 1999, ano do começo da produção nacional, a marca novamente pôs uma campanha de lançamento do modelo, colocando no ar 5 comerciais de televisão e mais uma série de anúncios de mídia impressa, outdoor e spots de rádio.
Suas vendas atingiram patamares aceitáveis, no começo. Mas seu preço elevado para a época (R$33 mil reais, na versão Classic, básica), aliado à alta do dólar (a maoria das peças eram importadas), o carro foi, a cada ano, vendendo cada vez menos. Acompanhando esse declínio nas vendas, a fábrica de Juiz de Fora estava operando em ociosidade, produzindo apenas 20% de sua capacidade total, quando a previsão era produzir 70.000 carros por ano.
Em 15 de agosto de 2005, a produção do Classe A em Juiz de Fora foi parada, após só 63.402 exemplares fabricados desde 17 de fevereiro de 1999.

### Equipamentos de série e opcionais (Classic)
De série
- Airbag Duplo,
- Faróis de neblina dianteiros integrados aos faróis,
- Luz/lanterna de neblina traseira,
- Freios ABS com EBD e BAS,
- Controle de Tração ASR,
- Ar quente,
- Luzes internas com temporizador e Dimmer,
- Luz de leitura dianteira,
- Limpador e lavador do vidro traseiro com desembaçador,
- Brake Light,
- Encosto de cabeça para todos os ocupantes,
- Cinto de segurança traseiro de 3 pontos retrátil,
- Vidros dianteiros elétricos e trava elétrica das portas.
- Retrovisores com comando elétrico,
- Bancos traseiros removíveis (Esse equipamento foi de série somente no primeiro ano de produção).
- Motor 1.6L 8V 99CV (Após 2001 a potência foi aumentada para 101cv.)
- Grade Dianteira e Retrovisores externos na cor preta.
- Rodas aro 15 com calotas.
- Lanterna traseira tricolor (vermelha, laranja, e branca -> Nos modelos 99 até 2001),
- Lanterna traseira bicolor fumê (vermelha e transparente fumê -> nos modelos 2002 e 2003),
- Lanterna traseira bicolor com novo desenho (vermelha e transparente -> nos modelos 2004 e 2005),
- Tempomat e Speedtronic (Piloto Automático e Controle de Velocidade, disponibilizado no modelo Classic em 2005),
- Coluna de direção com regulagem de altura (Disponibilizado no modelo Classic em 2005).

Nos modelos 2001, ganhou de série
- Ar condicionado com recirculação interna e desumidificação do ar (Somente nos modelos Classic ano 1999 era opcional).
- Travas elétricas com telecomando e chave canivete (Não confundir com alarme!)

Opcionais - Pacote C-2
- Ar condicionado com recirculação interna e desumidificação do ar
- Opção de Transmissão AKS (Semi-automático).
- Travas elétricas com telecomando e chave canivete (Nos modelos 2001 passou a ser item de série)
- Opção do Motor 1.9 8v 125cv (Vendido de fato somente no ano/modelo 2000/2001, porém existem alguns raros ano modelo 2000 1.9).

Opcionais - Pacote C-3
- Rádio Toca-Fitas com CODE, Memória de 6 posições e 4 auto-falantes.
- Transmissão AKS (Semi-automático),
- Vidros com acionamento elétrico nas 4 portas com função 1 toque,
- Alarme Perimétrico com telecomando e chave canivete (Somente até o ano 2000),
- Opção do Motor 1.9 8v 125cv (Vendido de fato somente no ano/modelo 2000/2001, porém existem alguns raros ano modelo 2000 1.9).

### Equipamentos de série e opcionais (Elegance)
De Série
- Airbag duplo
- Ar condicionado com recirculação interna e desumidificação do ar
- Alarme Perimétrico com telecomando e chave canivete (somente até 2000)
- Faróis de neblina dianteiros integrados aos faróis
- Luz/lanterna de neblina traseira
- Freios ABS com EBD e BAS
- Controle de Tração ASR
- Ar quente,
- Coluna de direção com regulagem de altura
- Luzes internas com temporizador e dimmer
- Luz de leitura dianteira
- Limpador e lavador do vidro traseiro com desembaçador
- Luz de travagem
- Encosto de cabeça para todos os ocupantes
- Cinto de segurança traseiro de 3 pontos retrátil
- Trava elétrica das portas
- Retrovisores com controle elétrico
- Bancos traseiros removíveis (Esse equipamento foi de série somente no primeiro ano de produção).
- Motor 1.6L 8V 99cv (após 2001 a potência foi aumentada para 101 cv)
- Grade dianteira e retrovisores externos na cor do veículo (até 2002, nos modelos de 2002/2003 a grade dianteira começou a vir pintada na cor prata, e os espelhos na cor do veículo)
- Rodas aro 15 de liga-leve
- Vidros elétricos nas 4 portas com função de um toque
- Lanterna traseira bicolor (vermelha e branca, de 1999 a 2001)
- Lanterna traseira bicolor com novo desenho (vermelha e branca, de 2002 a 2005)
- Painel e volante revestido em couro (somente até 2000)
- Manopla do câmbio com detalhe em preto
- Soleiras das portas cromadas
- Volante revestido em couro
- Maçanetas externas com detalhe cromado
- Rádio com leitor de CD com CODE, memória de 6 posições e 4 altifalantes

Opcionais - Pacote E-2
- Transmissão AKS (Semi-automático, disponível até 2002)
- Opção do motor 1.9 8v 125cv (vendido somente no ano-modelo 2000/2001, após o ano-modelo 2001 passou a ser equipado somente com o motor 1.9)
- Transmissão automática sequencial com opção de trocas manuais de 5 velocidades (opcional até 2002, ano-modelo 2003 já começou a ser equipado somente com esta transmissão)
- Tempomat e speedtronic (controle de velocidade e piloto automático, que foi disponibilizado nos modelos com transmissão automática.)
- Disqueteira para 6 CDs

### Equipamentos de série e opcionais (AvantGarde)
Nota Importante: Em 2003 foi lançado o modelo AvantGarde. Este modelo foi lançado como uma opção esportiva do Classe A, e ele foi vendido por alguns meses junto com o modelo Classic 1.9. Porém o Classic 1.9 foi retirado de linha logo em seguida para não roubar as vendas do AvantGarde.
A versão AvantGarde não possui opcionais.
De série
- Airbag Duplo,
- Ar condicionado com recirculação interna e desumidificação do ar
- Telecomando e chave canivete,
- Tempomat e Speedtronic (Piloto Automático e Controle de Velocidade),
- Painel com fundo branco,
- Coluna de direção com regulagem de altura,
- Ponteira do escapamento exclusiva,
- Faróis de neblina dianteiros integrados aos faróis,
- Luz/lanterna de neblina traseira,
- Freios ABS com EBD e BAS,
- Controle de Tração ASR,
- Ar quente,
- Luzes internas com temporizador e Dimmer,
- Luz de leitura dianteira,
- Limpador e lavador do vidro traseiro com desembaçador,
- Brake Light,
- Encosto de cabeça para todos os ocupantes,
- Cinto de segurança traseiro de 3 pontos retrátil,
- Trava elétrica das portas,
- Retrovisores com controle elétrico,
- Motor 1.9 8v de 125cv,
- Grade Dianteira na cor prata e Retrovisores externos na cor do veículo.
- Rodas aro 15 de liga-leve com desenho exclusivo,
- Vidros elétricos nas 04 portas com função 01 toque,
- Lanterna traseira bicolor (vermelha e transparente fumê nos piscas e ré),
- Soleiras das portas cromadas,
- Maçanetas externas com detalhe cromado.

### Modelos Especiais
Em 2001 a Mercedes-Benz do Brasil lançou um terceiro modelo para o Classe A. O modelo em questão era o Classic Spirit.
Fase 01
O Classic Spirit de 2001 foi lançado na Base do A160 de 1.6L 8v 101cv, e somente na cor Preta e Prata.  
Os equipamentos de série eram os mesmos do Classic C-2 (vide acima), porém vinha equipado com as lanternas traseiras do ELEGANCE (vermelhas com transparente), soleiras das portas em metal, manopla do cambio com detalhe em preto, e ponteira do escapamento esportiva (que nada mais era a ponteira do AvantGarde, que ainda não havia sido lançado na época). 
Nota Importante: Vale a pena lembrar que o Classic Spirit de 2001 é um modelo raro! - E só foi disponibilizado com transmissão manual. 
No final de 2001 já como modelo 2002, a Mercedes-Benz do Brasil lançou um "novo" Classic Spirit. Neste caso melhorado! 
Fase 2
O Classic Spirit de 2002 foi um carro melhorado perante ao de 2001! Ele foi lançado na base do A190 de 1.9L 8v de 125cv, e também disponibilizado nas cores Preta e Prata.
Os equipamentos de série eram os mesmos do Classic C-2 (vide acima), porém vinha equipado com as lanternas traseiras do AvantGarde Europeu (Inteiras na 
cor vermelha), soleiras das portas em metal, painel com fundo branco, e ponteira do escapamento esportiva, e rodas de liga-leve com desenho exclusivo (A mesma da versão AvantGarde Européia).
Nota Importante: O modelo Classic Spirit de 2002 teve mais carros produzidos, porém também é raro! - E só foi disponibilizado com transmissão manual.

### Facelift
No final de 2004 já como modelo 2005, o Classe A ganhou uma repaginada em seu visual ganhando novos parachoques com molduras envolventes. No Classic essas molduras não eram pintadas, já nos modelos ELEGANCE e AvantGarde eles eram da cor do veículo e com um filete cromado, assim como os frisos laterais.  
Lembrando também que desde o modelo 2004, o Classe A começou a vir equipado com indicadores de direção nos espelhos retrovisores, e não mais nos paralamas como nos modelos anteriores. Ficando esse espaço para a plaqueta de identificação do modelo. 

## W169 (Segunda geração)

### Assistência de condução
O carro foi concebido de acordo com a Mercedes-Benz, conceito de "Touch and feel '(TAF).
O multi-funções volante coloca controles para a rádio, telefone, e outros sistemas convenientemente ao alcance dos polegares do motorista. Power direcção (característica normal) de controlo das ajudas do automóvel, com o seu comportamento variando de acordo com a velocidade do veículo.
A Mercedes COMAND APS é um sistema de navegação que fornece instruções via GPS. A unidade também oferece rádio DVD e telefone funcionalidade, com várias versões disponíveis (padrão Audio 20 rádio / CD único, ou COMAND Audio 50 APS APS).
O Parktronic fornece sistema de áudio e de sinais visuais para indicar a forma como o carro está longe de um obstáculo.
A classe A-opcionalmente inclui um "Light & Visão" pacote que inclui HID faróis bi-xénon s com lâmpadas de descarga de gás; viragem luzes (luzes de estrada em estrada cruzamentos e cantos apertados); "Faróis Assist, que liga-se automaticamente quando as luzes necessárias; e um chuva sensor que ajusta wiper velocidade em função da precipitação intensidade.
Tal como uma característica normal, quando introduziu um túnel ou de uma garagem subterrânea o carro vai para "Modo de túnel", onde todas as janelas panorâmicas e ao deslizamento do teto-solar são fechados.

### Controle de temperatura
A norma tem sistema de controle de temperatura distintas configurações de temperatura para motorista e passageiro dianteiro lados, e inclui um "Booster Aquecedor System" que pode inundar o interior do carro com ar quente.
O sistema opcional Themotronic mantém e regula a temperatura, de acordo com um conjunto de Sensores que medem a temperatura, luz solar, umidade e níveis poluentes no ar ambiente.

### Segurança
Desencadeada pela "alce teste" falha, na qual precoce Classe A produção automóveis causado um único veículo de acidente, ao abrigo do mundo real para evitar manobras, uma série de melhorias foram feitas no modelo W169.
A maior foi a imediata fitment de um recém-inventado dispositivo, Controlo Eletrônico de Estabilidade. Para preservar a sua reputação danificada de segurança em automóveis e Engenharia, Mercedes-Benz retrofits cada Classe A já produzidos com ESP.
O carro é construído com ligas de aço de alta resistência com coladas juntas. Ele tem um grande número de airbags incluindo os airbags laterais traseiros opcionais (para a lateral-impactos na backseats), opcional airbags laterais de cortina, cabeça e tórax e do padrão deprotecção de airbags laterais. Os airbags frontais são adaptáveis em duas fases gases geradores de funcionamento em função da gravidade do acidente.
A força exercida pelo sistema de cinto de segurança durante a colisão adapta dinamicamente dependendo das características colisão. O "ativo" cabeça (padrão para motorista e passageiro dianteiro) dar maior protecção do pescoço de lesão, especialmente durante colisões traseiras.

### O espaço para os passageiros
Capacidade de carga de W169 foi aumentado em 15 por cento em comparação com o W168. Os assentos podem ser deslocados e configurados de diversas formas:
- EASY-ENTRY: Assentos de frente a frente com encosto dobrado em frente a dar aos assentos traseiros e seus passageiros mais espaço para se colocar dentro e fora. (padrão em três portas).
- EASY-VARIO: Tanto banco traseiro-almofada seções estão dobradas em frente, enquanto a bagagem compartimento piso pode ser definido para uma das duas alturas diferentes. (padrão em cinco-porta; facultativo em três portas).
- EASY-VARIO-PLUS: Tanto assento traseiro de almofada e banco do passageiro da frente são dobrados para a frente. Aumenta a capacidade de carga tanto como 1995 litros. (opcional com cinco portas).

### Sistema de motor e direção
Estão disponíveis sete tipos de motores, dentre eles: três movidos a Diesel (A150Cdi, A170Cdi, A200Cdi) e quatro a gasolina (A140, A160, A180, A200), sendo todos os quatro-cilindros e câmbios com 5 ou 6 marchas. O sistema de transmissão continuamente variável (CVT)  é opcional.
A fileira traseira de assentos e banco da frente do passageiro podem ser dobrados, aumentando a capacidade de carga para até 1995 litros. (opcional com cinco portas).
A gasolina A200 Turbo Auto prevê ((hp | 193 | 0)) ((e Auto Nm | 280 | 0)) de binário (rotação vigor); o diesel A200 CDI tem ((Auto hp | 140 | 0 )) ((E Auto Nm | 300 | 0)).
Estima-se que o W169 motores proporcionar um aumento de 40% na potência e uma diminuição de 10% do consumo de combustível comparado ao W168 motores.
O mais poderoso modelo pode ter o carro a partir de um statu quo de ((Auto km / h | 100 | 0)) em 8,0 segundos, e tem uma velocidade máxima de ((Auto km / h | 227 | 0)).
A recém-desenvolvida CDI diesel de injecção directa common-unidades usar um sistema ferroviário injecção directa que melhora o consumo de combustível e reduz as emissões de escape e de ruído níveis.
Todos os motores satisfazem os apertados limites de emissões EU4. Um sistema de filtros de partículas está disponível como uma opção para o diesel unidades que reduz as emissões de partículas em cerca de 99% sem a necessidade de aditivos.
O A-Class é um front wheel drive carro e as características controlo de tracção (ASR) como padrão, bem como o controlo electrónico de estabilidade e de travões anti-bloqueio (ABS).
Manuseio é melhorar a precisão de localização e de anti-roll apoio, e por um Parabolic eixo traseiro.
A "Seletiva amortecimento System", na qual o amortecedor forças respondem de maneira diferente, de acordo com as condições, é normal. Por exemplo, em condições normais, funciona em soft absorção; viragem ao mesmo tempo em que ela mude a velocidade amortecimento pleno vigor.
O W169 opcionalmente vem com rodas liga-leve, com uma característica run-flat, Tirefit pneu selante e um pneu de perda de pressão avisador sonoro.

### Produção
As vendas do W169 foram orientados para 50000 unidades em 2004. Dr. Joachim Schmidt, Vice Presidente Executivo de Vendas e Marketing, Mercedes Car Group, disse que o alvo tinha sido atingido antes mesmo de veículos chegaram em showrooms revendedor.
DaimlerChrysler investiu 900 milhões de euros no desenvolvimento do Rastatt planta onde a classe A-é produzido, e criados 1600 novos postos de trabalho (para um total de 4700). Um outro 600 pessoas sobre o trabalho industrial na fábrica local.

## W176 (Terceira geração)
A versão de produção da terceira geração de veículos Classe A foi baseada no Classe A Concept (2011), e foi apresentada no Salão de Genebra de Genebra de 2012. Tem um design totalmente diferente e maior do que as duas gerações anteriores de o Classe A, com um comprimento total de 4.292 mm, tornando-o um carro de família pequeno completo pela primeira vez.
Os veículos estavam disponíveis em alguns mercados a partir de setembro de 2012. Os modelos do Japão começaram a ser vendidos em janeiro de 2013.
A terceira geração Classe A foi projetada para ser uma concorrente direta do BMW Série 1 e do Audi A3. Destina-se a ser mais dinâmico do que seu antecessor e é focado em proprietários mais jovens.

### Conceito Classe A (2011)
O Concept A-Class é um carro conceito de 3 portas que visualizou o design da terceira geração da Classe A e foi apresentado no Salão de Nova York de 2011. 
Ele incluía o motor a gasolina M270 de quatro cilindros avaliado em 211 PS (155 kW; 208 hp), sistema de aviso de colisão por radar com auxílio de freio adaptável e linguagem de design exterior do conceito F800 da Mercedes-Benz.

### Modelos

#### Pacote de escolas de condução (2012–)
Projetado para o programa RoadSense alemão, o pacote básico da escola de condução inclui a adaptação do cockpit para acomodar os dois conjuntos de pedais, um interruptor de controle no console central para iluminação dos pés do motorista e sinal de aviso para os conjuntos de pedais, espelhos retrovisores duplos, o pacote Light and Sight e o pacote Seat Comfort. O pacote também faz parte do modelo especial "toBE" da Classe A, com entregas a partir de janeiro de 2013. 

#### A 45 AMG (2013-2018)
O A 45 AMG é uma versão de desempenho da classe A, equipada com um motor turbo de quatro cilindros em linha e 2 litros, avaliado em 381 PS (280 kW; 376 hp) a 6000 rpm e 475 N⋅m a 2250-5000 rpm, transmissão esportiva AMG Speedshift DCT de 7 velocidades com modo M momentâneo, tração nas 4 rodasTIC, tração em quatro rodas, ESP de 3 estágios com ESP Curve Dynamic Assist e modo "ESP Sport Handling", suspensão esportiva AMG com frente desenvolvida e eixos traseiros, sistema de freios de alto desempenho com discos de freio dianteiro de 350 x 32 milímetros e discos de freio traseiro de 330 x 22 milímetros, e é identificável pela grade do radiador "twin blade", rodas de liga leve AMG com design de raio duplo e duas rodas quadradas tubos de escape cromados.
Com 381 cv, o A 45 e seus veículos de derivação, CLA 45 e GLA 45, têm a maior produção específica por litro de 187,5 cavalos por litro para um motor de quatro cilindros no automóvel de passageiros em setembro 2017. O Bugatti Chiron tem a mesma saída específica que A 45. 
O veículo foi originalmente anunciado para ser apresentado no primeiro trimestre de 2013,  e mais tarde foi apresentado no Salão Automóvel de Genebra. A data de lançamento das vendas foi definida para 8 de abril de 2013, com o lançamento no mercado alemão em junho de 2013. 

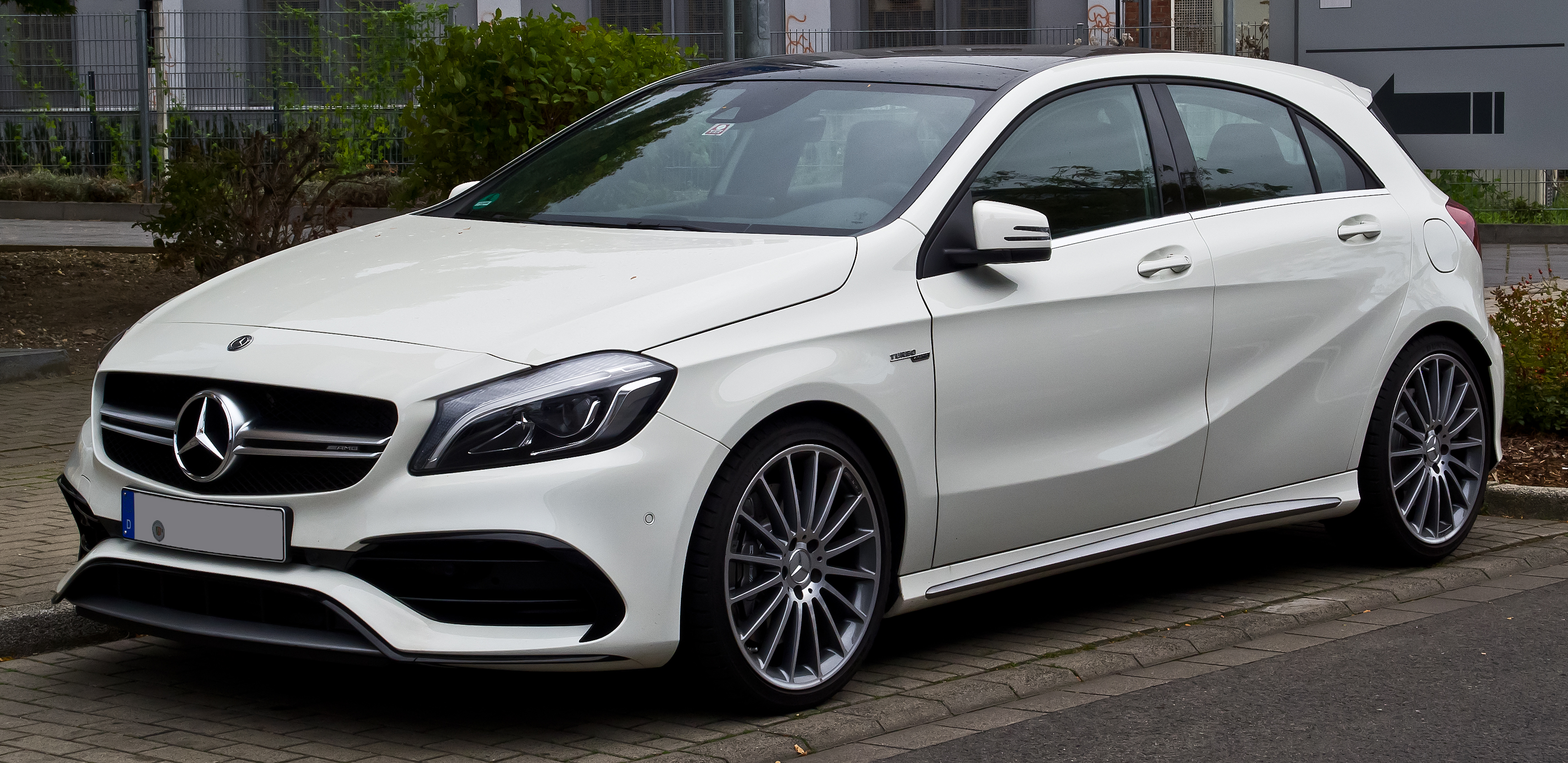
Mercedes-AMG A 45 4MATIC

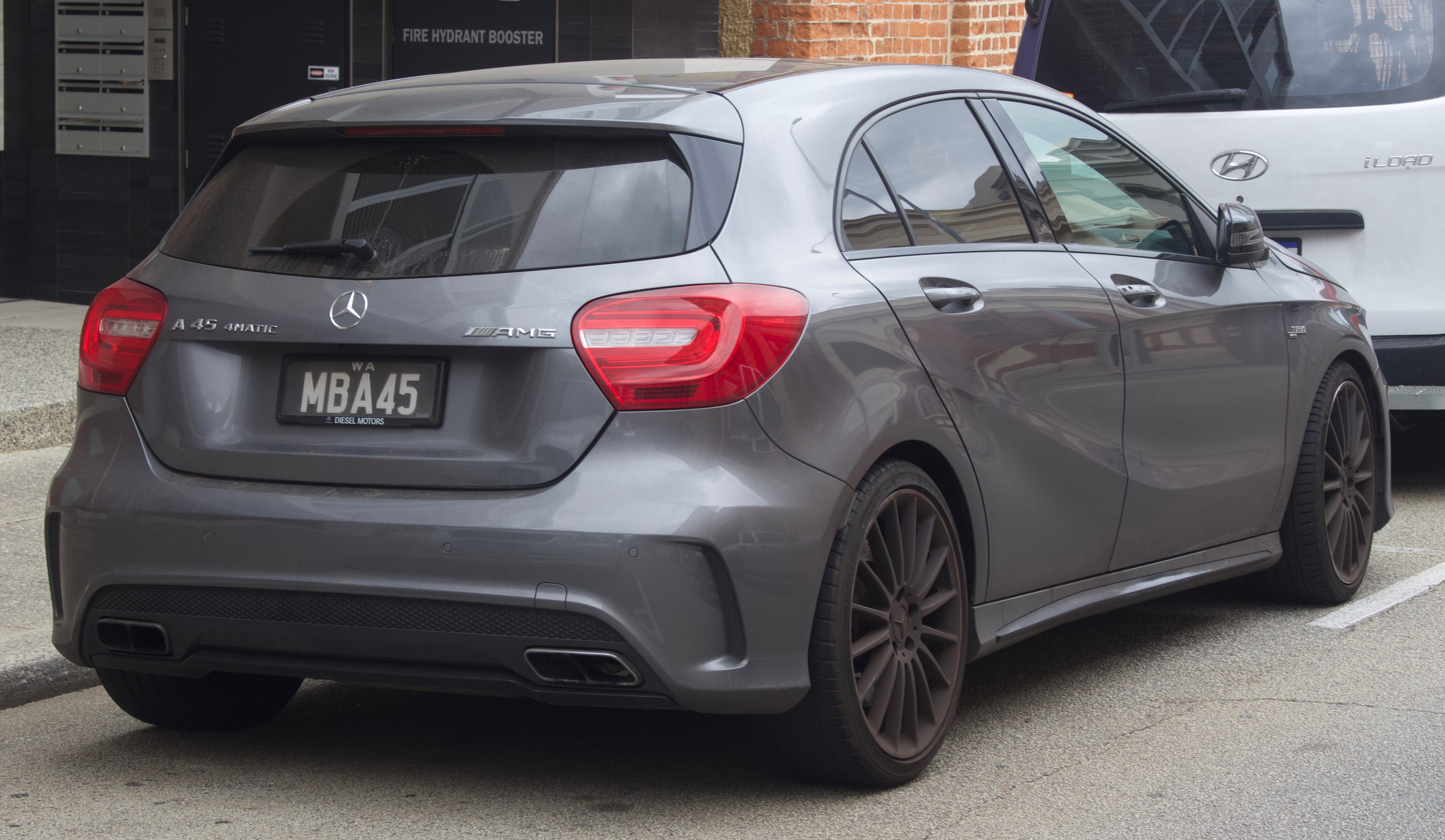
Mercedes-Benz A 45 AMG

### Produção
A produção da classe A começou na fábrica da Mercedes-Benz Rastatt em 2012. 
A Mercedes-Benz assinou um acordo com o fornecedor finlandês Valmet Automotive para expandir a produção de veículos de Classe A, onde a Valmet produzirá mais de 100.000 unidades para a Daimler de 2013 a 2016, o contrato foi posteriormente continuado para cobrir o restante do tempo de produção do veículo. terceira versão que terminou quando a produção da quarta versão começou em 2018. Em 2017, a Mercedes-Benz assinou um novo contrato com o fornecedor finlandês para a quarta versão. 
A produção dos motores BlueDirect de 4 cilindros da série A ocorreu na fábrica de motores Mercedes-Benz em Kölleda.

## W177 (Quarta geração)
O Mercedes-Benz Classe A (W177) é a quarta e atual geração da gama Classe A de subcompactos hatchbacks executivos. Foi lançado em 2018 como o sucessor do W176 Mercedes-Benz Classe A e as vendas começaram em março de 2018. Está disponível: 
- hatchback de 5 portas (W177)
- sedã de 4 portas (V177)
- sedã de longa distância entre eixos exclusivo para a China (Z177).

A quarta geração do hatchback classe A foi revelada à mídia em fevereiro de 2018, em Amsterdã, antes de sua estreia pública no Salão Automóvel de Genebra de 2018. No lançamento, a Mercedes-Benz revelou que o "rosto de predador" do veículo, que também é implementado nos C257 CLS e C118 CLA, não se espalhará por toda a gama de carros da marca. Foi alvo de um facelift ligeiro em 2023, com alterações mais notadas no interior do que no exterior.

### Carroceria

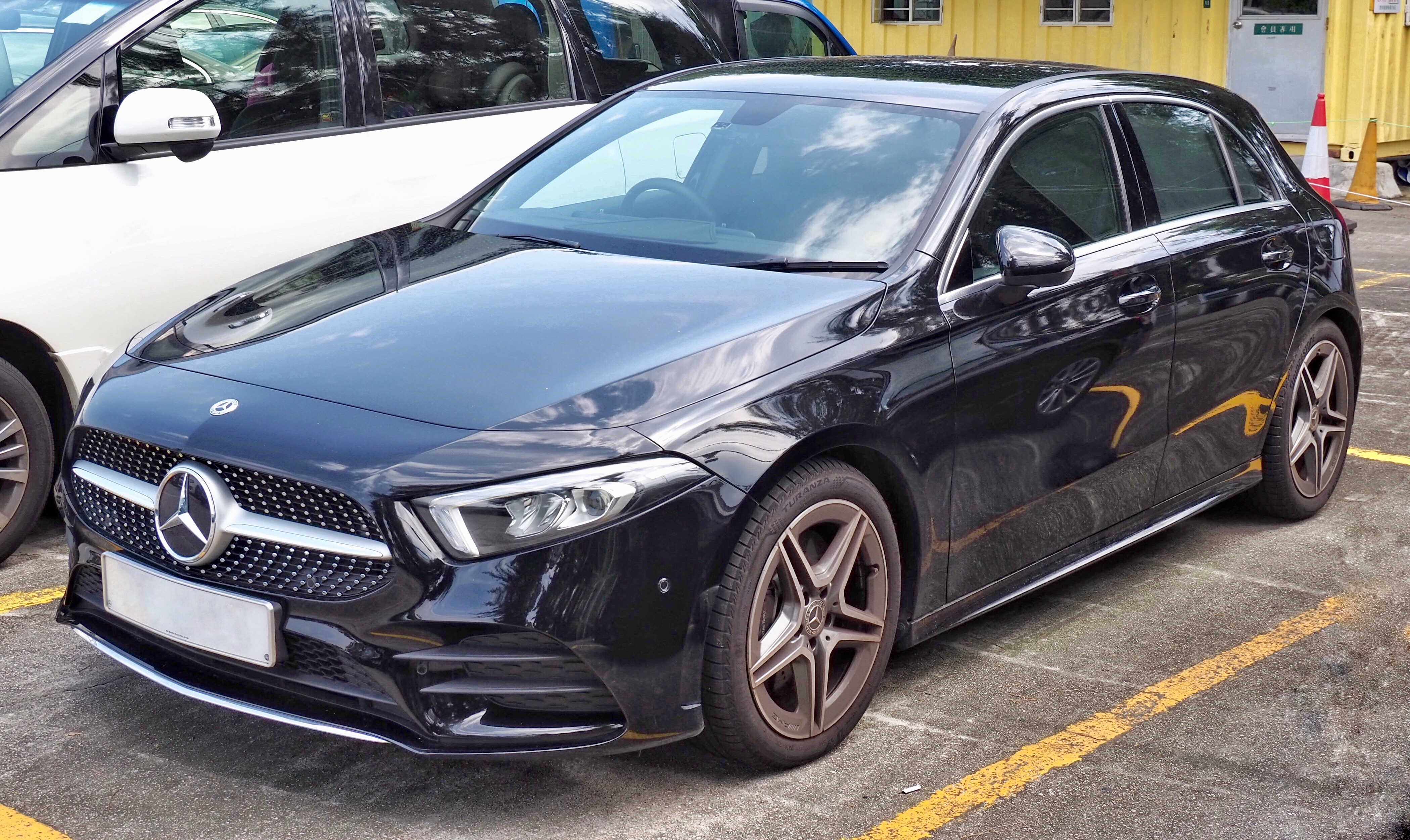
W177
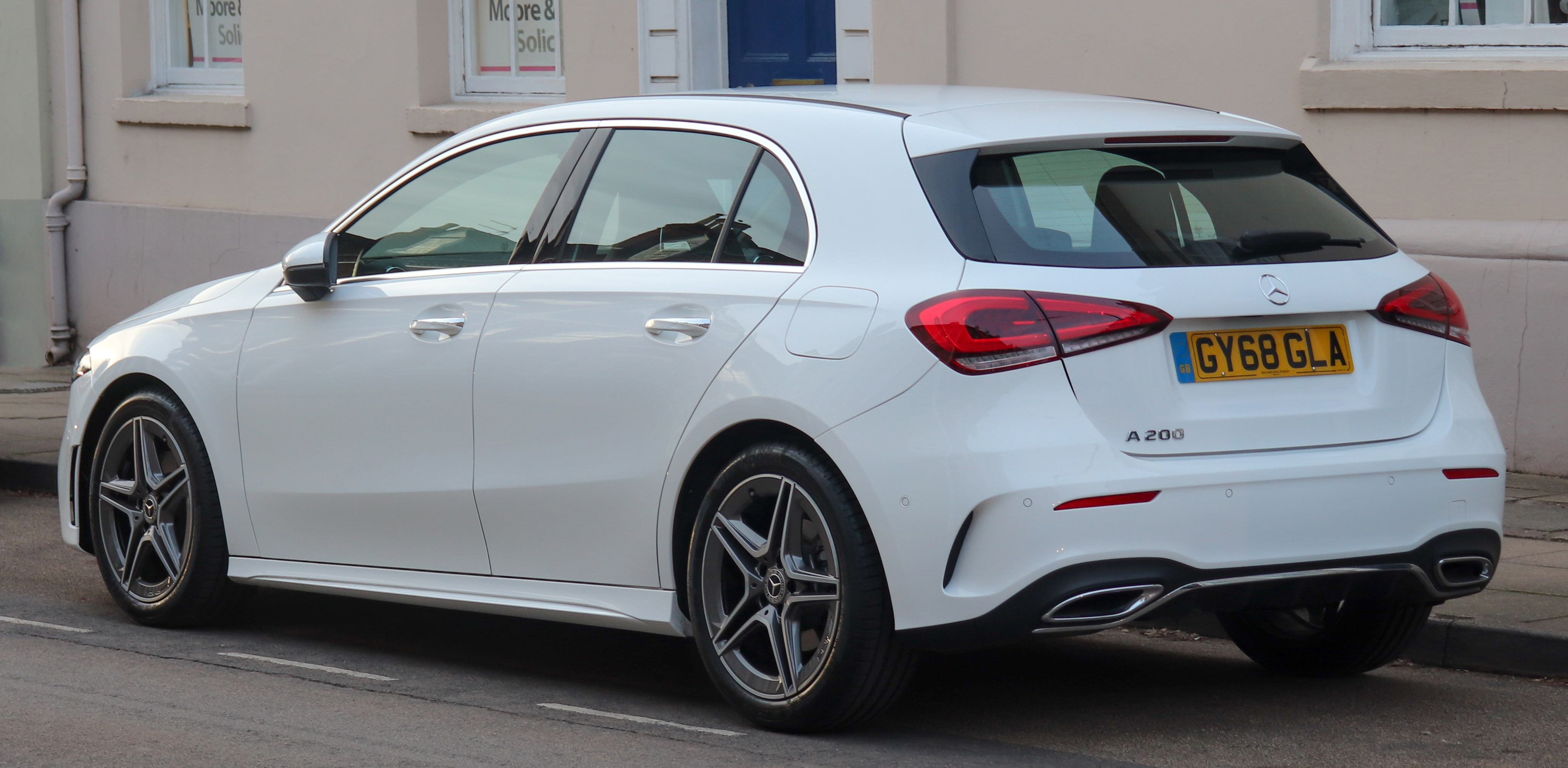
W177 AMG Line hatchback

Sedan (V177) e (Z177 LWB)
Um modelo de sedã de 4 portas foi lançado no final de 2018. O sedã Classe A é vendido ao lado do hatchback Classe A.

Ele é baseado no Mercedes-Benz Concept A Sedan revelado no Salão Automóvel de Xangai de 2017 e veio em resposta à demanda por uma alternativa mais prática à Classe CLA da Mercedes-Benz. Um modelo de sedã com distância entre eixos longa (Z177) também foi apresentado no Auto China Show 2018, com uma distância entre eixos de 60 mm mais longa e é vendido exclusivamente na China.

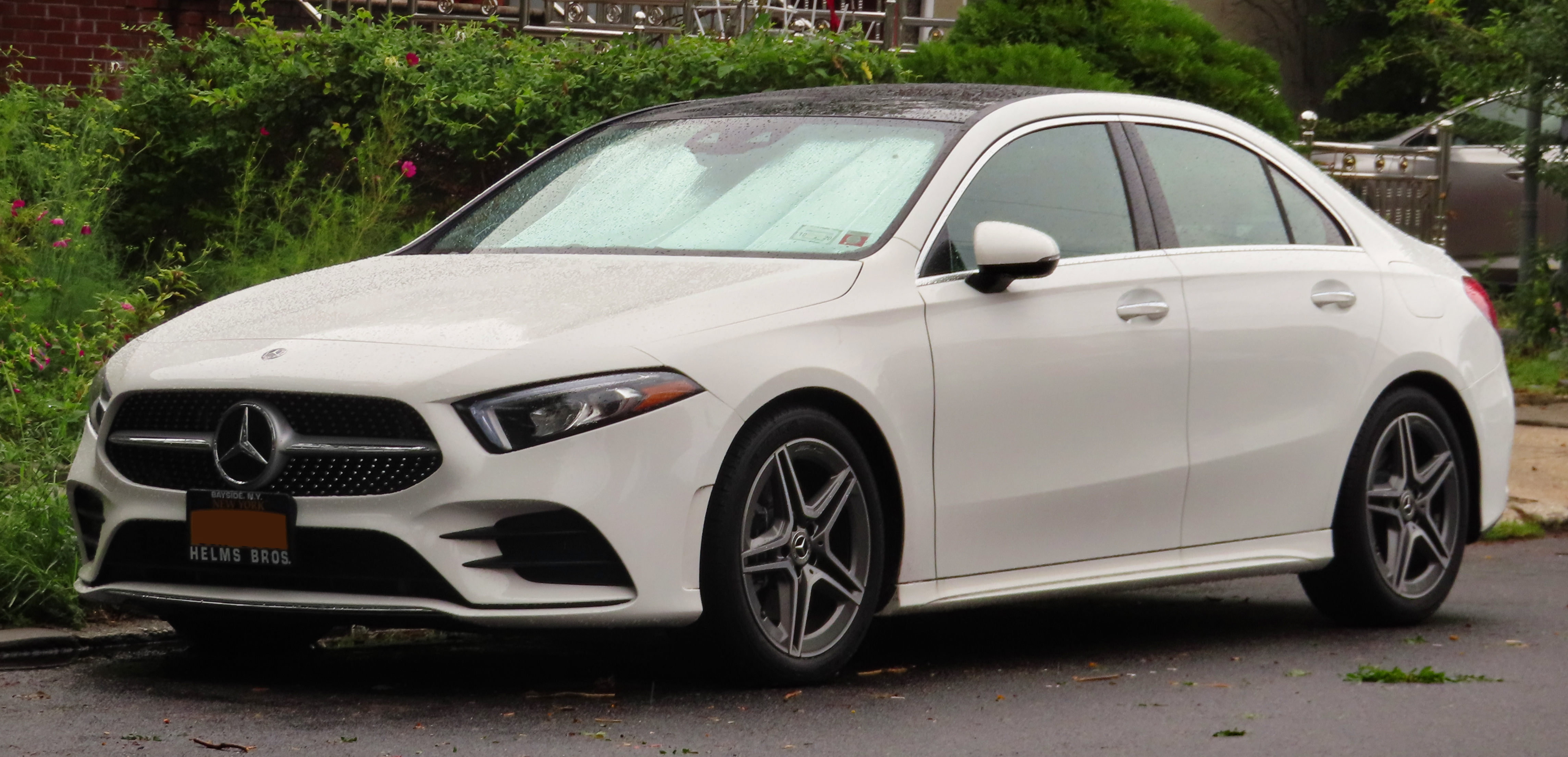
V177 sedan
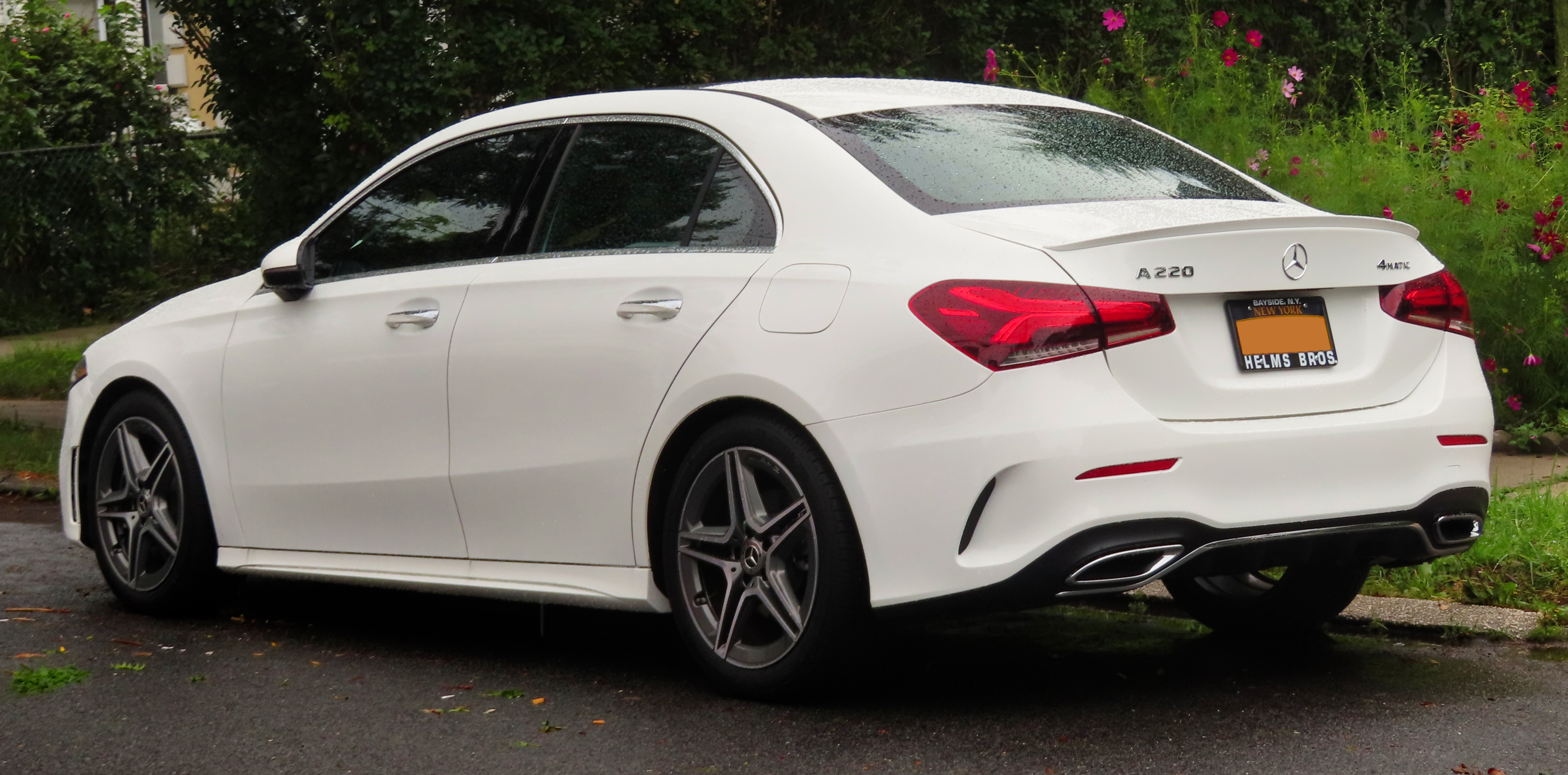
V177 sedan
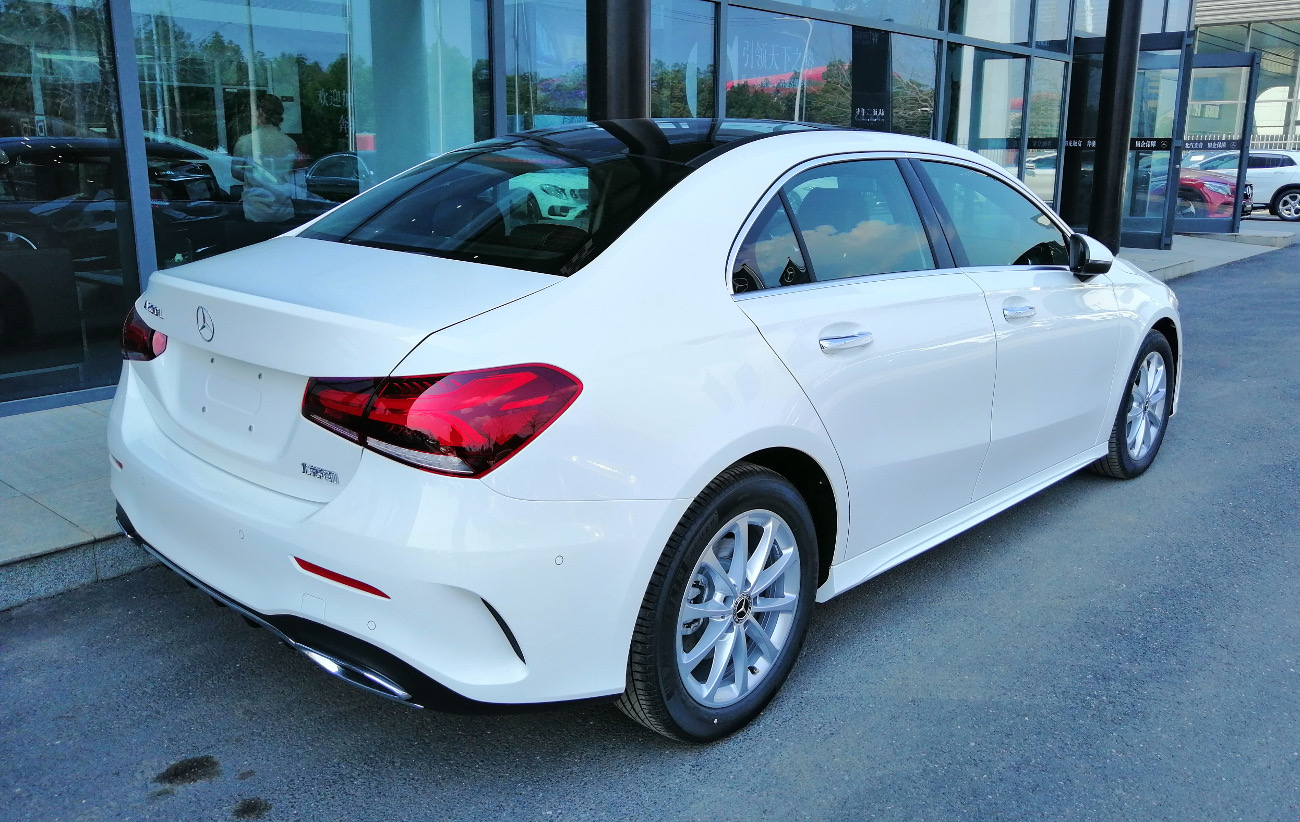
Z177 sedan

## Vendas
| Ano  | Brasil |
| ---- | ------ |
| 2008 | 5      |
| 2009 | 7      |
| 2010 | 2      |
| 2012 | 1      |
| 2013 | 1.430  |
| 2014 | 2.212  |
| 2015 | 1.588  |
| 2016 | 728    |
| 2017 | 996    |
| 2018 | 232    |
| 2019 | 1.329  |